# أرييل أ. روث
أرييل أ. روث (بالإنجليزية: Ariel A. Roth)‏ هو عالم حيوانات أمريكي، ولد في 1927.